# André Boulloche
André Boulloche, né le 7 septembre 1915 à Paris et mort le 16 mars 1978 près de Malsburg-Marzell (Bade-Wurtemberg, Allemagne), est un homme politique français.
Il est membre de la SFIO, compagnon de la Libération, haut fonctionnaire (ingénieur général des Ponts et Chaussées) et ministre du général de Gaulle en 1959. Il est ensuite maire de Montbéliard à partir de 1965 et député du Doubs de 1967 jusqu’à sa mort.

## Biographie
André François Roger Jacques Boulloche naît à Paris (7e arrondissement) le 7 septembre 1915. Il est le second fils de Jacques André Boulloche (1888-1945) et de Hélène Marguerite Thérèse Chaperon (1888-1944).
Il est issu de deux lignées de notables provinciaux, du côté paternel. Du côté de sa mère, se trouvent des notables girondins. La branche paternelle, normande, est issue de robins ayant opté pour la fonction publique : son grand-père paternel a été doyen à la Cour de Cassation, son père, polytechnicien (promotion 1907) et ingénieur général des Ponts et chaussées, achève sa carrière comme directeur des routes au ministère des travaux publics. Sur le plan politique, ils sont libéraux et dreyfusards.
André Boulloche suit des études secondaires au lycée de Beauvais (Oise), où son père est un temps en poste, puis, après le baccalauréat en 1931, au lycée Janson-de-Sailly à Paris en classes préparatoires ; il est reçu en 1934, à moins de 19 ans, à l'École polytechnique. Il en sort en 1936 ingénieur des Ponts et chaussées. Il fait son service militaire dans le Génie à Versailles puis à Metz. Il passera  une licence de droit en 1941.
Rappelé en 1939 comme lieutenant au 6e régiment du Génie dans l'Est, il demande sa mutation pour l'armée de l'Air. À partir de janvier 1940, il effectue un stage comme observateur en avion à Dinard.

### Le refus de la capitulation de 1940
Après la défaite de juin 1940, au début de l'occupation allemande, la famille d'André Boulloche refuse l'armistice, le régime de Vichy et la collaboration.
Sa famille entre dans la Résistance. Son père, sa mère et son frère meurent en déportation : sa mère, Hélène, à Ravensbrück le 25 octobre 1944, son frère, Robert, inspecteur des finances, à Ellrich (annexe de Dora - Buchenwald) le 20 janvier 1945, et son père, Jacques, ingénieur général des Ponts et Chaussées, à Buchenwald le 19 février 1945. 
Ses sœurs, Jacqueline et Christiane, sont agents de liaison (boîtes aux lettres, transmissions de courrier, parachutages) pour la Résistance parisienne, avant de rejoindre le maquis, en juin 1944.
Au moment de la débâcle, André Boulloche rejoint l'Afrique du Nord en s’embarquant à Port-Vendres le 24 juin 1940, avec une dizaine de camarades. Il débarque à Oran, tente sans succès de gagner Londres, est démobilisé début septembre, et regagne la métropole. 
Il est nommé, en octobre 1940, ingénieur ordinaire des Ponts et Chaussées à Soissons. Il entre aussitôt dans le mouvement de Résistance « Organisation civile et militaire » (OCM).
En janvier 1941, par l'intermédiaire de son frère Robert, il entre en contact avec André Postel-Vinay qui lui demande de constituer un réseau de renseignements dans l'Aisne. Il fait entrer dans l'organisation son chef direct aux Ponts et Chaussées, Pierre Pène, puis, son collègue Jean Bertin. Par ses fonctions, il peut obtenir des informations sur la localisation des troupes ennemies et sur les travaux entrepris par l'occupant.
Après l'arrestation de Postel-Vinay, fin décembre 1941, André Boulloche prend la responsabilité du réseau pour la région nord ; durant l'année 1942, le réseau s'accroît et de nombreux agents opèrent dans toute la zone occupée. En dehors du travail de renseignements, il prend des contacts avec les responsables de l'Armée secrète (AS) et organise l'infrastructure militaire de la Résistance. Recherché par la Gestapo, il passe la frontière espagnole le 25 décembre 1942 avec deux camarades, suivant l'itinéraire Oloron-Pampelune. Arrêté, il est interné à Pampelune puis Ágreda et Jerada.
Passé au Portugal, il  parvient à gagner l'Angleterre par avion, en mai 1943, et s'engage à Londres au Bureau central de renseignements et d'action (BCRA). Volontaire pour des missions en France, il est déposé dans la région de Tours, par opération Lysander, le 13 septembre 1943, en qualité de délégué militaire de la Région P (Paris). Avec les responsables de l'Armée secrète, sous le pseudonyme d’Armand, il met en place l'organisation paramilitaire de la Résistance, alors désorganisée par l’arrestation du général Delestraint. Il fait entreprendre de nombreux sabotages demandés par le Commandement interallié.
Arrêté à son domicile par la Gestapo, le 12 janvier 1944, avec son adjoint Ernest Gimpel, à la suite d’une dénonciation, il tente de s'échapper ; blessé grièvement d'une balle au ventre, il est opéré, et laissé sans soins postopératoires dans une cellule de la « prison-hôpital » de la Pitié (pavillon Quentin). Il tente une évasion qui échoue.
Incarcéré à Fresnes en février, il est transféré le 7 avril 1944 au camp de Royallieu (Compiègne). Il est ensuite déporté, alors qu'il souffre d'une éventration due à la réouverture de ses blessures. Il fait partie du convoi du 27 avril 1944, surnommé le « convoi des tatoués ». 
Les déportés sont envoyés à Auschwitz, où ils arrivent le 30 avril et sont tatoués. Ils sont déplacés le 12 mai, au camp de Buchenwald, en Allemagne. André Boulloche porte le matricule 185144,,. Il est ensuite déporté au camp de Flossenbürg. Il sera libéré par les Américains le 23 avril 1945, après deux tentatives d’évasion. Il échappe aux « marches de la mort » grâce aux docteurs Jacques Michelin et Michel Bommelaer qui le cachent, avec Henri Lerognon et Ernest Guimpel, dans l'infirmerie du camp.
Il restera marqué à vie : dans les camps, selon ses dires, il a compris « que le monde est une machine à écraser les petits », et il y a « découvert la classe ouvrière ».

### Mémoire de la Résistance
André Boulloche a été membre de nombreuses associations, particulièrement dans le monde des anciens combattants et résistants : lieutenant-colonel de réserve, il a été président du comité des anciens chefs de réseau de la France combattante et président de la commission de révision des titres de résistant. Compagnon de la Libération (l'un des trente-trois polytechniciens), commandeur de la Légion d'honneur, titulaire de la croix de guerre 1939-1945 et de la King's medal for courage, il a été membre du conseil de l'Ordre de la Libération à partir de 1958.
Lors de la fondation de l’amicale des Déportés tatoués du convoi du 27 avril 1944, à Paris, en avril 1959, il est désigné président d'honneur, à l'instar d'un autre compagnon de la Libération, Rémy Roure.

### Au service de la France
À son retour, en 1946, André Boulloche reprend sa carrière de haut fonctionnaire à Paris. Il est chargé de mission par le Ministère des Travaux publics aux États-Unis. La même année, il adhère à la SFIO.
Après son voyage d'études d'un an aux États-Unis, il entre, en 1947, au cabinet du président du Conseil Paul Ramadier. Il en deviendra le directeur. Paul Ramadier étant devenu ministre de la Défense, il contribuera à la modernisation des industries de l'armement et à la restructuration des armées ; il veillera notamment à la relance de l'industrie aéronautique. 
Il est nommé en 1948 chef de l'arrondissement des Ponts et Chaussées de Versailles, puis en 1950, commissaire du gouvernement auprès de la RATP. Il est directeur de l'Infrastructure au Ministère de l'Air, de 1953 à 1954, bâtissant des bases aériennes pour l'OTAN.
Lors des municipales de 1953, il est élu conseiller municipal de Fontainebleau où il représente l'opposition socialiste dans cette ville. Il est candidat lors des cantonales de 1951, 1955 et 1958.
En juin 1955, Gilbert Grandval est nommé résident général au Maroc pour préparer l'indépendance : tous les directeurs de l'administration du protectorat sont changés. En août 1955, Boulloche est nommé directeur des travaux publics au Maroc. En 1956, dès la prise de pouvoir de Mohammed V, il accepte le poste de secrétaire général du ministère des Travaux publics, auprès d'un jeune ministre Mohammed Douiri.
Il se heurte à une situation délicate entre la France et le Maroc, entre le secteur public et le secteur privé. Il doit régler la question de l'indemnisation des entrepreneurs pour la période des troubles (circulaire Boulloche). Il contribue à un véritable renouveau dans le domaine des travaux publics : création de Royal Air Maroc, chemins de fer, électricité, adduction et distribution de l'eau, ports de Mohammédia (ex-Fédala) et de Tanger. Il priorise la formation des futurs cadres du nouveau Maroc. 
Sa mission se termine en 1957 ; il est donc le dernier directeur des Ponts et Chaussées du protectorat et le premier secrétaire général des Travaux Publics du Maroc indépendant. 
Il dirige le cabinet de Maurice Bourgès-Maunoury, président du Conseil du 13 juin au 30 septembre 1957.
Il sait les menaces que les événements d'Algérie font peser : pour lui, il faut arrêter cette guerre et négocier la paix, donc un gouvernement qui s'engage. Sensible au message que lui adresse Germaine Tillion, il conclut que, seul, le général de Gaulle peut éviter à la France une dictature de droite.
Après le retour au pouvoir du général, il accepte successivement le poste de ministre délégué à la Présidence du Conseil dans le troisième gouvernement Charles de Gaulle (7 juillet 1958-8 janvier 1959), puis, sans en référer au Parti socialiste, celui de ministre de l'éducation nationale du premier gouvernement Michel Debré de la Ve République (8 janvier 1959 au 19 décembre 1959),.
Il explique ainsi sa position : 

« La guerre d'Algérie ronge comme un acide le tissu national, les civils ont peur des militaires, les militaires se méfient des gouvernants, une partie de la jeunesse doute de la cause pour laquelle elle se bat, parmi les chercheurs, les écrivains, les enseignants, beaucoup se sentent injustement soupçonnés de trahison, dans ce climat, les institutions démocratiques sont menacées. »

Il précise dans un message à Guy Mollet : 

« Il n'y a pas que la politique économique, il y a aussi l'Algérie et la Communauté pour lesquelles les idées du nouveau Président de la République sont très proches des nôtres. Allons-nous le laisser seul alors qu'une partie de son entourage est éloignée de nos idées, au risque de lui retirer un concours peut-être décisif à une politique dont le succès nous paraît indispensable ? »

Il est le seul socialiste – toutefois en congé du parti – de ce gouvernement. Il quittera le ministère de l'Éducation le 23 décembre 1959 : un différend l'oppose à Michel Debré sur les aides de l'État à l'école privée. Il ne cessera de harceler le général de Gaulle sur la question algérienne, jusqu'à ce que l'indépendance soit inévitable.

### Un homme d'action
Après son départ du gouvernement Debré, André Boulloche reprend sa carte de la SFIO. Il est nommé conseiller d'État en 1960, puis président de l’Institut du commerce extérieur en 1964.
Il est élu maire de Montbéliard à partir de 1965, président du District urbain du pays de Montbéliard et député du Doubs de 1967 à 1978. Il stimule le développement de ces collectivités : de 1965 à 1978, cinq mille logements seront construits, trois cents hectares de terrain acquis par la ville, quarante hectares d'espaces verts aménagés, vingt-trois kilomètres de voies publiques, trente-neuf kilomètres d'égouts, neuf écoles maternelles, quatre écoles primaires, deux C.E.S., un lycée, une halle polyvalente, quatre gymnases seront réalisés.
Membre du Comité directeur du Parti socialiste en 1969, il est vice-président du groupe socialiste à l'Assemblée nationale, puis secrétaire national du PS chargé du Plan (1976). Il est membre de l'Assemblée parlementaire du Conseil de l'Europe en 1973.
Il est membre du Siècle, club où se retrouvent des hommes politiques de tous horizons, et a présidé la société des amis de Paul Ramadier.

### Un Européen convaincu
André Boulloche était un Européen convaincu, membre de l'Assemblée parlementaire du Conseil de l'Europe. Jacques Chaban-Delmas a rappelé sa dimension européenne : « Membre du Conseil de l'Europe depuis juillet 1973, président du Comité mixte européen de coopération scientifique, il a joué un rôle considérable lors de la IVème Conférence parlementaire et scientifique de Florence en 1975. »
Pour François Mitterrand : « André Boulloche a voulu sublimer ses combats et ses souffrances, comme s'il avait rencontré dans l'Europe une capacité pour l'humanité tout entière de construire l'un des éléments de la paix et de l'harmonie entre les peuples... se tournant vers les Allemands, en Allemagne où il avait tant souffert, il a su leur dire : mes amis. »
André Boulloche déclare d'ailleurs lui-même : « Notre impatience est grande de voir l'Europe s'unir enfin. Lorsque nous regardons le chemin parcouru depuis La Haye en 1948 où celui qui vous parle se trouvait déjà, depuis Rome en 1958, force est de constater que le magnifique élan vers l'Europe unie a perdu quelque peu de son dynamisme, et même de son pouvoir de persuasion... dans un pareil domaine, qui n'avance pas recule. »

### La campagne pour les législatives de 1978
Les progrès de l’Union de la gauche, et du Parti socialiste, les difficultés du gouvernement Barre, font entrevoir une victoire de la gauche aux élections législatives de 1978. André Boulloche est souvent cité comme pouvant devenir le ministre des finances, voire, selon Robert Badinter, premier ministre d'un gouvernement de gauche. Il occupe une place stratégique dans le parti : il est le tenant d’une ligne modérée qui s’oppose aux nouvelles exigences du Parti communiste. Ce dernier propose une révision du Programme commun, comprenant la nationalisation des filiales des grands groupes. En réponse, le 12 février 1978, André Boulloche présente le chiffrage du programme commun interprété par le parti socialiste.
La presse le classe premier des députés de l'opposition. Quasiment assuré de sa réélection, il obtient au premier tour 33 % des suffrages, l’ensemble de la gauche en totalisant un peu plus de 61 %. Il mène une campagne électorale active, en multipliant les déplacements.
Il meurt le 16 mars 1978. Guy Bêche, son assistant parlementaire qu’il avait choisi pour être son suppléant, est élu largement au deuxième tour.

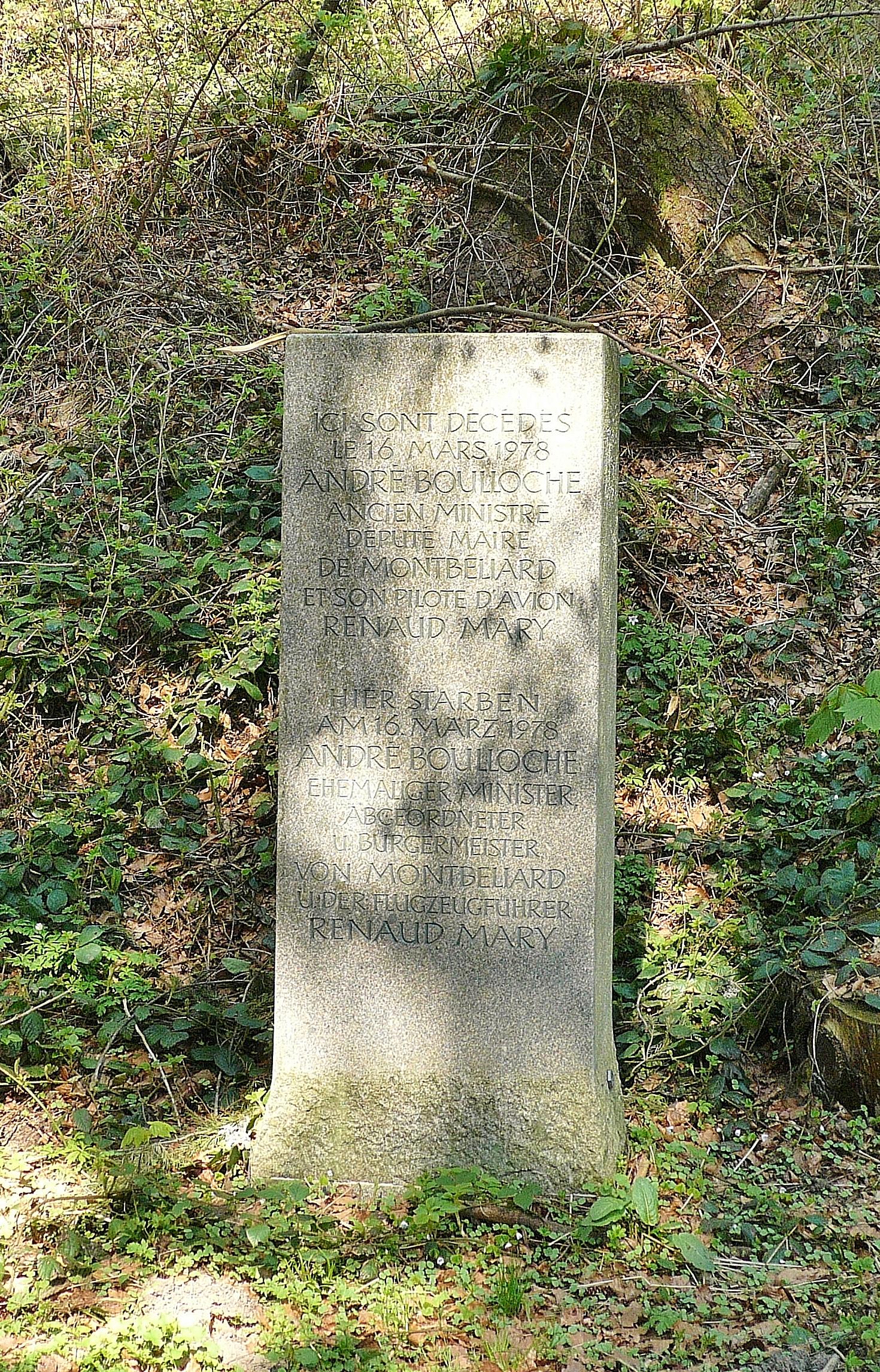
L'endroit en Forêt-Noire près du mont Blauen où André Boulloche a trouvé la mort.

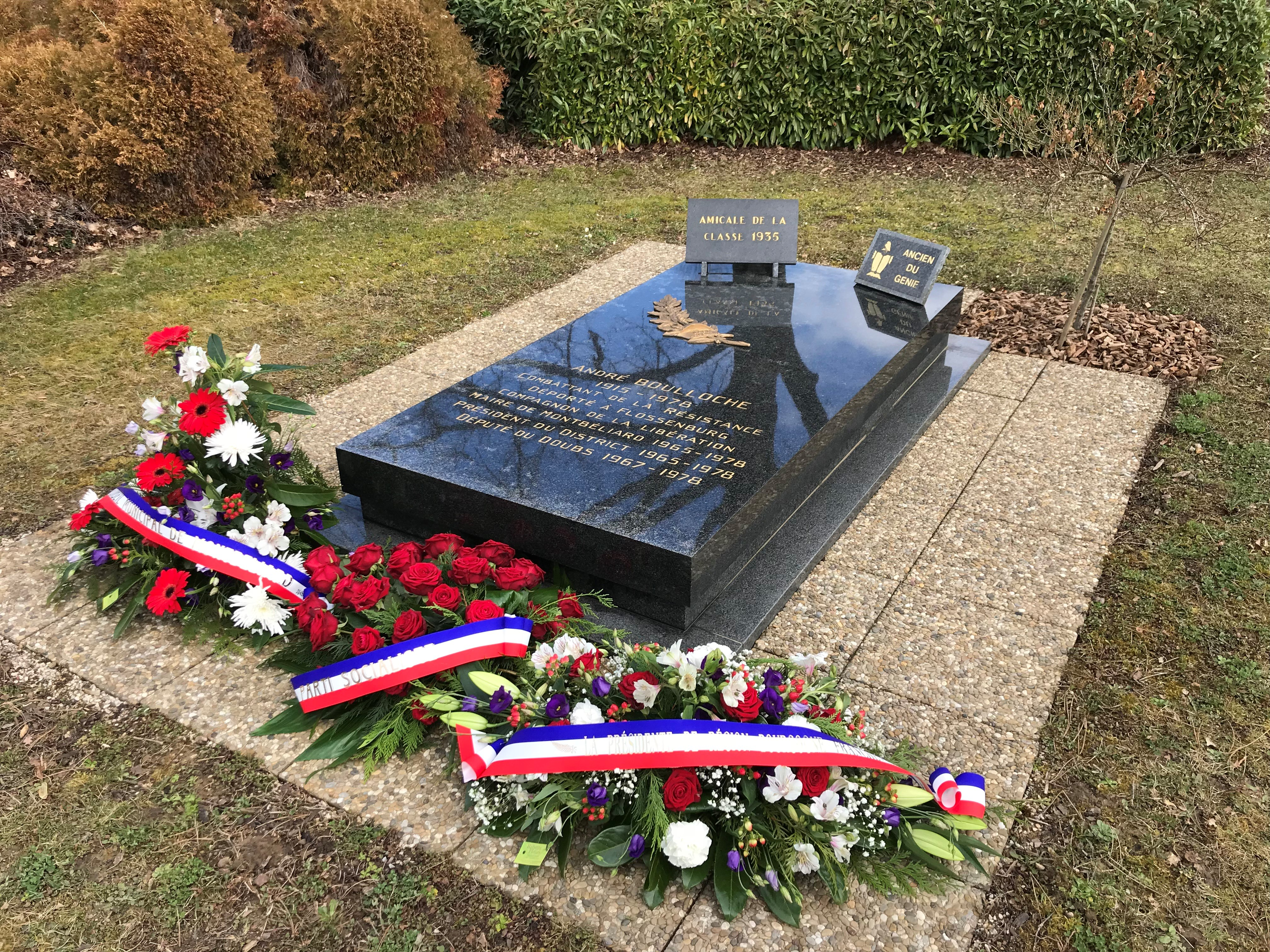
Tombe d'André Boulloche au cimetière de Montbéliard.

### Circonstances de sa mort
Le 16 mars 1978, entre les deux tours, André Boulloche reprend le chemin de Montbéliard en avion, après une réunion électorale à Saint-Dié, dans les Vosges. Au moment du décollage, le temps est beau, mais àl'approche de Montbéliard, le pilote, Renaud Mary, rencontre une violente tempête de neige qui rend l'atterrissage impossible. Il se dirige sur Belfort, Mulhouse et enfin Fribourg-en-Brisgau pour se poser à l'aéroport de Bâle-Mulhouse.
En fait, l'avion ne fait que suivre le chemin que prend la tempête. Il se déporte vers l'Est, et, vers 17 heures, s'écrase sur le massif montagneux de Blauen, en pleine forêt, à quelques kilomètres de Malsburg-Marzell (Allemagne) dans le sud-ouest de la Forêt-Noire.
Grièvement blessés, Renaud Mary et André Boulloche parviennent à sortir de l'avion. Dans la nuit, ils essayent de gagner une route où  pourrait passer une voiture. Au bout d'une heure, Boulloche s'écroule près d'un abri forestier. Après quelques instants, Mary s'écroule à son tour. On retrouvera leurs cadavres le lendemain après-midi.

### Hommage et postérité
Le 21 mars 1978, dans la foule qui lui rend hommage à Montbéliard, François Mitterrand, Jacques Chaban-Delmas, Robert Galley, parmi d'autres, prononcent un discours.
L'hôpital de Montbéliard prend le nom de centre hospitalier André-Boulloche en 1978. Le lycée général et technologique de Livry-Gargan en Seine-Saint-Denis et le lycée professionnel de Saint-Nazaire en Loire-Atlantique portent son nom.

## Famille
Il se marie le 31 mai 1949 avec Anne Richard, dont il a eu trois enfants. Il se remarie, le 24 septembre 1959, avec Charlotte Cécile Pathé (1922-2020), fille de Charles Pathé (1863-1957) pionnier du cinéma et fondateur et directeur général de Pathé-Cinéma.

## Décorations
- Commandeur de la Légion d'honneur
- Compagnon de la Libération par décret du 17 novembre 1945[16]
- Croix de guerre 1939–1945
- Médaille de l'Aéronautique
- King's Medal for Courage in the Cause of Freedom (GB)